# Cervães
Cervães é uma povoação portuguesa sede da freguesia homónima do município de Vila Verde com 9,63 km² de área e 1856 habitantes (censo de 2021), tendo, por isso, uma densidade populacional de 192,7 hab./km².

## Demografia
A população registada nos censos foi:
| Distribuição da População por Grupos Etários | Distribuição da População por Grupos Etários | Distribuição da População por Grupos Etários | Distribuição da População por Grupos Etários | Distribuição da População por Grupos Etários |
| -------------------------------------------- | -------------------------------------------- | -------------------------------------------- | -------------------------------------------- | -------------------------------------------- |
| Ano                                          | 0-14 Anos                                    | 15-24 Anos                                   | 25-64 Anos                                   | > 65 Anos                                    |
| 2001                                         | 363                                          | 335                                          | 1042                                         | 287                                          |
| 2011                                         | 301                                          | 248                                          | 1061                                         | 371                                          |
| 2021                                         | 239                                          | 177                                          | 994                                          | 446                                          |

## História
Foi cabeça do couto de Cervães constituído pelas freguesias de Cervães e de Areias.
Era, em 1758, reitoria da apresentação do arcebispo. Parte da freguesia era couto da Mitra, a outra parte era do termo do concelho de Prado. Com a extinção deste, por decreto de 24 de outubro de 1855, passou para o concelho (atual município) de Vila Verde.

## Infraestruturas e serviços
- Extensão dos Correios (CTT)
- Centro Comercial
- Zonas de entretimento: bar, discoteca, pastelarias, cafés, restaurantes, etc.
- Centro Escolar de Cervães (1º Ciclo)
- Centro Social e Paroquial de Cervães
- Gimnodesportivo
- Centro de Saúde
- Farmácia
- Clínica Dentária
- Banco
- Hotel (5 estrelas)
- Quinta com restaurante para eventos diversos

## Património edificado
- Igreja Paroquial
- Cruzeiro Paroquial
- Capela de Nossa Senhora de Lourdes
- Capela de S. Pedro e Cruzeiro
- Capela de S. Bento e Cruzeiro
- Santuário do Bom Despacho, Cruzeiro e Fonte de Nossa Senhora do Bom Despacho
- Casa Torre de Gomariz
- Quinta de Costariça
- Junta de Freguesia de Cervães

## Eventos Festivos
- Nossa Senhora de Lourdes (11 de fevereiro)
- Nossa Senhora das Rosas (3.º domingo de maio)
- S. Pedro (29 de junho)
- Peregrinaçao anual ao Santuário do Bom Despacho (1o Domingo de julho)
- S. Bento (11 de julho)
- Divino Salvador (5 e 6 de agosto)
- Novenas de Natal, (16 a 24 de dezembro)
- Representação do Nascimento de Jesus (25 de dezembro)
- Presépio animado (16 de dezembro a 20 de janeiro)

## Artesanato
Tecelagem em trapos e cerâmica (olaria)

## Associativismo
- Rancho Folclórico de Cervães
- Grupo Desportivo de Cervães
- Associação Recreativa e Cultural de Cervães
- Grupo de Jovens em Caminhada de Cervães
- Grupo Coral Infantil de Cervães (Fábrica da Igreja)
- Grupo Coral de Cervães
- C.N.E. - Corpo Nacional de Escutas de Cervães (Agrupamento 346)
- Associação Cervães Ativo

## Atividades Económicas
- Indústria transformadora e extrativa
- Comércio

## Património
- Torre e Casa de Gomariz, transformada em 2015 em hotel de charme com a temática Wine & Spa. É uma mansão senhorial que data dos finais do século XV implantada numa paisagem verdejante definida pela vinha e por uma frondosa mata de cinco hectares.
- Santuário do Bom Despacho
- Cruzeiro de Cervães
- Igreja Paroquial de Cervães ou Igreja do Divino Salvador
- Capela de São Pedro de Montório